# Taranta Peligna
Taranta Peligna (im lokalen Dialekt la Taranta, bis 1881 Tarantola) ist eine italienische Gemeinde (comune) mit 290 Einwohnern (Stand: 31. Dezember 2023) in der Provinz Chieti in den Abruzzen. Die Gemeinde liegt etwa 36 Kilometer südlich von Chieti entfernt am Aventino und am Nationalpark Majella, gehört zur Comunità Montana Aventino-Medio Sangro und grenzt unmittelbar an die Provinz L’Aquila.

## Verkehr
Durch die Gemeinde führt die Strada Statale 84 Frentana von Roccaraso nach Altino.